# 壱岐振興局
| 長崎地域 県北地域 県央地域 島原地域 | 五島地域 壱岐地域 対馬地域 |

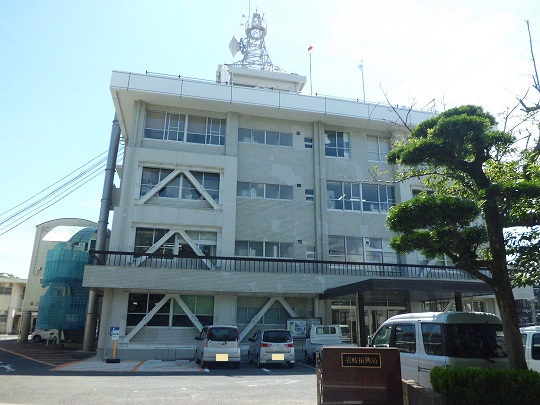
壱岐振興局

長崎県旗

所管区（壱岐市）

長崎県 地域区分図
長崎地域
県北地域
県央地域
島原地域
五島地域
壱岐地域
対馬地域
（濃色が市部、淡色が郡部）

壱岐振興局（いきしんこうきょく）は、長崎県の壱岐地域を管轄する県の出先機関であり、壱岐市郷ノ浦町に置かれている。2005年（平成17年）の組織改編までは壱岐支庁（いきしちょう）、2009年（平成21年）までは壱岐地方局（いきちほうきょく）と称していた。壱岐支庁の名称の期間が長かったため、いまだに壱岐支庁と呼ぶ島民は少なくない。

## 所在地
- 〒811-5133 長崎県壱岐市郷ノ浦町本村触570
  - 地図を表示
    - 周辺には壱岐警察署、合同庁舎（税務署・農政事務所）、裁判所、法務局、検察庁、壱岐市役所本庁など、官公署が隣接している。
    - 部署によっては、住所が異なるものもある。「組織」の項目に（　　）で記す。

## 組織
- 管理部
  - 総務課
  - 税務課

- 保健部（壱岐保健所）（郷ノ浦町本村触620-5、北緯33度44分55.6秒 東経129度41分31.8秒）
  - 企画調整課
  - 衛生環境課
  - 地域保健課

- 農林水産部
  - 農業企画課（芦辺町国分東触678-7、北緯33度48分2.3秒 東経129度43分19.7秒）
  - 地域普及課（同上）
  - 衛生課（壱岐家畜保健衛生所）（芦辺町国分本村触1385-1、北緯33度47分52.2秒 東経129度43分3.6秒）
  - 農林整備課
  - 水産課
  - 壱岐水産業普及指導センター

- 建設部
  - 管理・用地課
  - 建設課
  - 壱岐空港管理事務所（石田町筒城東触1725、北緯33度45分0.8秒 東経129度47分2.5秒）

## 沿革
- 1871年（明治4年） -廃藩置県により5藩（長崎、平戸、島原、福江、大村）が合併して、壱岐は長崎県となる。
- 1878年（明治11年）- 郡役所を石田郡武生水村（現 壱岐市郷ノ浦町）に設置する。長崎県議会議員の定数が決定し、壱岐郡・石田郡で定員3名となる。
- 1879年（明治12年）- 第1回長崎県会議員選挙が行われる。
- 1882年（明治15年）- 県会議員の定数を変更し、壱岐郡2人、石田郡1人とする。
- 1883年（明治16年）- 佐賀と分県し、現在の長崎県となる。
- 1896年（明治29年）- 壱岐郡と石田郡の2郡を併せて壱岐郡となる。
- 1926年（大正15年） - 壱岐郡役所を廃止し、長崎県壱岐支庁を設置する。
- 1944年（昭和19年） - 長崎県武生水保健所を開設する。
- 1955年（昭和30年）- 武生水保健所を壱岐保健所に改称する。
- 2005年（平成17年） - 長崎県の組織改編で、壱岐地方局となる。
- 2007年（平成19年）- パスポート発行事務を壱岐地方局から壱岐市役所総務課（郷ノ浦庁舎）に移譲。
- 2009年（平成21年）- 長崎県の組織改編で、壱岐振興局（現在名）となる。

## 各組織の沿革

### 壱岐保健所
- 1944年（昭和19年）
  - 10月1日 長崎県武生水保健所として開設。
  - 10月6日 長崎県告示第659号により設置。（昭和13年6月　長崎県告示第430号長崎県保健所設置規定）

- 1955年（昭和30年）3月8日 - 長崎県壱岐保健所に改称。
- 1972年（昭和47年）3月 - 現在地（現庁舎）に新築移転。
- 2009年（平成21年）4月1日 - 長崎県地方組織改編により、長崎県壱岐振興局保健部（壱岐保健所）となる。

## その他
- 九州労働金庫（九州ろうきん）のATMが振興局敷地内に設置されている。

## 関連事項
- 長崎県庁
- 支庁
- 長崎県内の他の振興局
  - 長崎振興局
  - 島原振興局
  - 県央振興局
  - 県北振興局
  - 五島振興局
  - 対馬振興局